# Prva slovenska nogometna liga 2022-2023
La Prva slovenska nogometna liga 2022-2023 (in lingua italiana: Primo campionato calcistico sloveno 2022-2023), detta anche Prva liga Telemach Slovenije 2022-2023 per motivi di sponsorizzazione, abbreviata in 1. SNL 2022-2023, è stata la trentaduesima edizione della massima serie del campionato di calcio sloveno, disputata tra il 15 luglio 2022 e il 20 maggio 2023. Il Maribor era la squadra campione in carica. L'Olimpia Lubiana si è laureata campione in questa stagione per la terza volta nella propria storia.
Capocannoniere del torneo fu Žan Vipotnik (Maribor), con 20 reti.
Nel ranking UEFA 2022-23, la 1. SNL si piazzò al 40º posto (31º nel quinquennale 2018-2023).

## Stagione

### Novità
Al termine della stagione precedente l'Aluminij, ultimo classificato, è retrocesso in 2. SNL, dalla quale invece è stato promosso il Gorica, primo classificato.

### Formula
Le 10 squadre partecipanti disputano un doppio girone di andata e ritorno per un totale di 36 partite. Al termine della stagione la squadra campione sarà ammessa al primo turno di qualificazione della UEFA Champions League 2023-2024. Le squadre classificate al secondo e terzo posto sono ammesse al primo turno di qualificazione della UEFA Europa Conference League 2023-2024, mentre la vincitrice della coppa nazionale al secondo turno. La penultima classificata disputa uno spareggio promozione-retrocessione contro la seconda classificata della 2. SNL 2022-2023 mentre l'ultima classificata retrocede direttamente in 2. SNL 2023-2024.

## Squadre partecipanti
| Club            | Città         | Stadio                         | Stagione precedente  |
| --------------- | ------------- | ------------------------------ | -------------------- |
| Bravo           | Lubiana       | Športni park Ljubljana         | 5º posto in 1. SNL   |
| Celje           | Celje         | Stadio Z'dežele                | 8º posto in 1. SNL   |
| Domžale         | Domžale       | Domžale Sports Park            | 7º posto in 1. SNL   |
| Gorica          | Nova Gorica   | Stadio Športni Park            | 1º posto in 2. SNL   |
| Koper           | Capodistria   | Stadio Bonifika                | 2º posto in 1. SNL   |
| Maribor         | Maribor       | Stadion Ljudski vrt            | Campione di Slovenia |
| NŠ Mura         | Murska Sobota | Stadio Fazanerija              | 4º posto in 1. SNL   |
| Olimpia Lubiana | Lubiana       | Stadio Stožice                 | 3º posto in 1. SNL   |
| Radomlje        | Radomlje      | Športni park Aluminij Radomlje | 6º posto in 1. SNL   |
| Tabor Sežana    | Sesana        | Stadio Rajko Štolfa            | 9º posto in 1. SNL   |

## Allenatori e primatisti
| Squadra         | Allenatore                                   | Calciatore più presente          | Cannoniere             |
| --------------- | -------------------------------------------- | -------------------------------- | ---------------------- |
| Bravo           | Dejan Grabić                                 | Matija Kavčič (36)               | Martin Kramarič (12)   |
| Celje           | Roman Pylypčuk                               | Nino Kouter, David Zec (34)      | Aljoša Matko (14)      |
| Domžale         | Simon Rožman                                 | Benjamin Markuš (33)             | Franko Kovačević (12)  |
| Gorica          | Miran Srebrnič (1ª-25ª) Edoardo Reja (26ª-)  | Darko Hrka                       | Etien Velikonja (6)    |
| Koper           | Zoran Zeljkovič                              | Adnan Golubović (36)             | Andrej Kotnik (12)     |
| Maribor         | Radovan Karanovic (1ª-5ª) Damir Krznar (6ª-) | Ivan Brnić (34)                  | Žan Vipotnik (20)      |
| NŠ Mura         | Damir Čontala                                | Kai Cipot (34)                   | Mirlind Daku (19)      |
| Olimpia Lubiana | Albert Riera                                 | Mario Kvesić (35)                | Mario Kvesić (12)      |
| Radomlje        | Nermin Bašić                                 | Sandi Nuhanović, Mario Čuić (34) | Ester Sokler (10)      |
| Tabor Sežana    | Dusan Kosič                                  | Alen Korošec (36)                | Jakoslav Stanković (4) |

## Classifica
Aggiornata al 20 maggio 2023
|                     | Pos. | Squadra         | Pt | G  | V  | N  | P  | GF | GS | DR  |
| ------------------- | ---- | --------------- | -- | -- | -- | -- | -- | -- | -- | --- |
| Slovenia (bandiera) | 1.   | Olimpia Lubiana | 73 | 36 | 23 | 4  | 9  | 60 | 39 | +21 |
|                     | 2.   | Celje           | 67 | 36 | 19 | 10 | 7  | 53 | 34 | +19 |
|                     | 3.   | Maribor         | 62 | 36 | 18 | 8  | 10 | 70 | 43 | +27 |
|                     | 4.   | Domžale         | 52 | 36 | 13 | 13 | 10 | 50 | 42 | +8  |
|                     | 5.   | NŠ Mura         | 52 | 36 | 13 | 13 | 10 | 50 | 45 | +5  |
|                     | 6.   | Koper           | 50 | 36 | 14 | 8  | 14 | 46 | 40 | +6  |
|                     | 7.   | Radomlje        | 44 | 36 | 10 | 14 | 12 | 35 | 53 | −18 |
|                     | 8.   | Bravo           | 36 | 36 | 9  | 9  | 18 | 33 | 41 | −8  |
|                     | 9.   | Gorica          | 27 | 36 | 5  | 12 | 19 | 31 | 57 | −26 |
|                     | 10.  | Tabor Sežana    | 24 | 36 | 3  | 15 | 18 | 29 | 63 | −34 |

Legenda:
      Campione di Slovenia e ammessa alla UEFA Champions League 2023-2024
      Ammesse alla UEFA Europa Conference League 2023-2024
 Ammessa allo spareggio promozione-retrocessione
      Retrocessa in 2. SNL 2023-2024
Note:
Tre punti a vittoria, uno a pareggio, zero a sconfitta.
La classifica viene stilata secondo i seguenti criteri:
- Punti conquistati
- Punti conquistati negli scontri diretti
- Differenza reti negli scontri diretti
- Reti realizzate negli scontri diretti
- Differenza reti generale
- Reti totali realizzate

## Risultati

### Tabellone

#### Prima fase
|                 | Bra  | Cel  | Dom  | Gor  | Kop  | Mar  | Mur  | Oli  | Rad  | Tab  |
| --------------- | ---- | ---- | ---- | ---- | ---- | ---- | ---- | ---- | ---- | ---- |
| Bravo           | –––– | 2-0  | 0-1  | 2-0  | 1-0  | 0-1  | 0-1  | 6-1  | 1-1  | 2-1  |
| Celje           | 1-0  | –––– | 2-1  | 1-0  | 1-1  | 3-3  | 3-3  | 4-3  | 2-1  | 1-0  |
| Domžale         | 0-0  | 0-0  | –––– | 5-1  | 0-2  | 3-2  | 2-2  | 0-3  | 3-1  | 1-1  |
| Gorica          | 2-0  | 0-2  | 0-0  | –––– | 1-2  | 1-4  | 0-0  | 0-0  | 0-1  | 1-1  |
| Koper           | 2-0  | 0-2  | 1-1  | 1-1  | –––– | 2-1  | 0-0  | 0-2  | 5-0  | 2-1  |
| Maribor         | 3-0  | 2-2  | 0-3  | 3-2  | 0-1  | –––– | 5-1  | 0-2  | 0-3  | 2-2  |
| NŠ Mura         | 1-0  | 3-1  | 4-3  | 2-0  | 2-1  | 0-1  | –––– | 2-3  | 3-0  | 2-2  |
| Olimpia Lubiana | 1-0  | 0-0  | 3-2  | 2-0  | 2-1  | 1-0  | 2-0  | –––– | 2-1  | 2-0  |
| Radomlje        | 1-1  | 1-1  | 0-2  | 1-1  | 2-2  | 0-5  | 1-1  | 0-1  | –––– | 0-0  |
| Tabor Sežana    | 0-4  | 1-0  | 1-1  | 1-3  | 0-2  | 0-4  | 0-4  | 0-1  | 2-1  | –––– |

#### Seconda fase
|                 | Bra  | Cel  | Dom  | Gor  | Kop  | Mar  | Mur  | Oli  | Rad  | Tab  |
| --------------- | ---- | ---- | ---- | ---- | ---- | ---- | ---- | ---- | ---- | ---- |
| Bravo           | –––– | 0-3  | 0-2  | 2-1  | 0-1  | 2-3  | 0-0  | 1-0  | 0-1  | 1-1  |
| Celje           | 2-1  | –––– | 1-0  | 0-1  | 2-0  | 3-1  | 2-1  | 0-1  | 1-1  | 0-0  |
| Domžale         | 2-2  | 2-1  | –––– | 1-1  | 0-0  | 1-1  | 0-0  | 2-1  | 1-2  | 0-4  |
| Gorica          | 0-0  | 1-2  | 0-2  | –––– | 2-2  | 0-3  | 1-1  | 2-2  | 1-1  | 1-0  |
| Koper           | 1-0  | 0-1  | 2-3  | 1-0  | –––– | 0-1  | 1-2  | 0-1  | 1-2  | 5-1  |
| Maribor         | 1-1  | 2-0  | 1-0  | 2-1  | 3-1  | –––– | 3-1  | 2-0  | 7-0  | 1-1  |
| NŠ Mura         | 0-1  | 0-2  | 0-1  | 4-2  | 1-2  | 2-1  | –––– | 2-1  | 1-1  | 2-2  |
| Olimpia Lubiana | 2-1  | 0-2  | 1-4  | 4-3  | 3-2  | 2-0  | 0-0  | –––– | 1-0  | 1-0  |
| Radomlje        | 3-1  | 0-3  | 1-0  | 2-0  | 1-1  | 1-1  | 0-0  | 2-1  | –––– | 0-0  |
| Tabor Sežana    | 1-1  | 2-2  | 1-1  | 0-1  | 0-1  | 1-1  | 1-2  | 0-8  | 1-2  | –––– |

## Spareggio promozione-retrocessione
Lo spareggio si gioca tra la 9ª classificata in 1. SNL e la 2ª classificata in 2. SNL.
|          | Risultati |          | Luogo e data                |
| -------- | --------- | -------- | --------------------------- |
| Aluminij | 3 − 1     | Gorica   | Kidričevo, 25 maggio 2023   |
| Gorica   | 1 − 1     | Aluminij | Nova Gorica, 28 maggio 2023 |
|          |           |          |                             |

## Statistiche

### Squadre

#### Capoliste solitarie
|    | ——              | —— | —— | —— | —— | —— | —— | —— | ——  | ——  | ——  | ——  | ——  | ——  | ——  | ——  | ——  | ——  | ——  | ——  | ——  | ——  | ——  | ——  | ——  | ——  | ——  | ——  | ——  | ——  | ——  | ——  | ——  | ——  | ——  | —— |  |
|    | Olimpia Lubiana |    |    |    |    |    |    |    |     |     |     |     |     |     |     |     |     |     |     |     |     |     |     |     |     |     |     |     |     |     |     |     |     |     |     |    |  |
|    |                 |    |    |    |    |    |    |    |     |     |     |     |     |     |     |     |     |     |     |     |     |     |     |     |     |     |     |     |     |     |     |     |     |     |     |    |  |
|    |                 |    |    |    |    |    |    |    |     |     |     |     |     |     |     |     |     |     |     |     |     |     |     |     |     |     |     |     |     |     |     |     |     |     |     |    |  |
| 1ª | 2ª              | 3ª | 4ª | 5ª | 6ª | 7ª | 8ª | 9ª | 10ª | 11ª | 12ª | 13ª | 14ª | 15ª | 16ª | 17ª | 18ª | 19ª | 20ª | 21ª | 22ª | 23ª | 24ª | 25ª | 26ª | 27ª | 28ª | 29ª | 30ª | 31ª | 32ª | 33ª | 34ª | 35ª | 36ª |    |  |

### Individuali

#### Classifica marcatori[6]
| Gol |  |  | Giocatore              | Squadra         |
| --- |  |  | ---------------------- | --------------- |
| 20  |  |  | Žan Vipotnik           | Maribor         |
| 19  |  |  | Mirlind Daku           | Mura            |
| 14  |  |  | Aljoša Matko           | Celje           |
| 12  |  |  | Andrej Kotnik          | Koper           |
| 12  |  |  | Mario Kvesić           | Olimpia Lubiana |
| 12  |  |  | Franko Kovačević       | Domžale         |
| 12  |  |  | Martin Kramarič        | Bravo           |
| 10  |  |  | Ester Sokler           | Radomlje        |
| 9   |  |  | Svit Sešlar            | Olimpia Lubiana |
| 9   |  |  | Chukwubuikem Ikwuemesi | Celje           |
| 9   |  |  | Bright Edomwonyi       | Koper           |